# Port lotniczy Gallatin Field
Port lotniczy Gallatin Field (IATA: BZN, ICAO: KBZN) – port lotniczy położony w Belgrade, w stanie Montana, w Stanach Zjednoczonych.